# Schwarzrücken-Zwergdommel
Die Schwarzrücken-Zwergdommel (Botaurus novaezelandiae, Synonym: Ixobrychus novaezelandiae), in der Sprache der Maori als Kaoriki bezeichnet,  ist eine ausgestorbene Vogelart aus der Familie der Reiher. Sie galt zeitweise als Unterart der Zwergdommel (Botaurus minutus). Ihr Verbreitungsgebiet umfasste Neuseeland und die Chatham-Inseln.

## Merkmale
Die Schwarzrücken-Zwergdommel soll der Zwergdommel sehr ähnlich gesehen haben. Sie war allerdings größer, ihre Beine waren robuster und ihr Gefieder war mehr gestreift und lebhafter kastanienbraun gefärbt. Die Körpergröße betrug 38 Zentimeter und das Gewicht ungefähr 250 Gramm.

## Vorkommen
Die meisten Beobachtungen von lebenden Exemplaren waren an der Westküste der neuseeländischen Südinsel, wo unter anderem ein Individuum am Lake Wakatipu gesammelt wurde. Auf der Nordinsel gab es 1836 eine mögliche Beobachtung aus der Region von Tauranga. Ansonsten ist die Schwarzrücken-Zwergdommel von der Nordinsel nur durch subfossile Überreste aus Fossillagerstätten am Lake Poukawa und aus der Region von Paekākariki bekannt. Weiteres Knochenmaterial wurde auf den Chatham-Inseln entdeckt.

## Lebensraum und Lebensweise
Über ihre Lebensweise ist nur wenig bekannt geworden. Der Forscher Charles Douglas beschrieb sie als sehr scheuen Vogel, der sich gut in unzugänglichen Sümpfen verstecken konnte. Die Schwarzrücken-Zwergdommel kam in Küstenlagunen und an Bachufern vor. Der Forscher William Docherty bemerkte, dass diese einzelgängerischen Vögel, mit dem Kopf nach oben gestreckt, gezielt das Wasser überblickten und stundenlang auf einem Platz verharrten. Diese fast aufrechte Körperhaltung ist ein Tarnverhalten, das auch bei anderen Dommelarten zu beobachten ist. Die Nahrung bestand aus Würmern und kleinen Fischen.

## Aussterben
Das Aussterben der Schwarzrücken-Zwergdommel ist vermutlich auf die Nachstellung durch Pazifische Ratten, Wanderratten, Hausratten, Iltisse, Hermeline, Wiesel und verwilderte Hauskatzen zurückzuführen. Der Knochen, der in einem Muschelhaufen bei Paekākariki gefunden wurde, ist ein Indiz dafür, dass die Schwarzrücken-Zwergdommel auch vom Menschen gejagt wurde. Sie galt schon vor 1860 als selten und starb vermutlich in den 1890er-Jahren aus. Heute existieren 13 konservierte Exemplare, ein unvollständiges Skelett und acht subfossile Knochen im Museum of New Zealand Te Papa Tongarewa.